# Anomis tingescens
Anomis tingescens är en fjärilsart som beskrevs av Dyar 1914. Anomis tingescens ingår i släktet Anomis och familjen nattflyn. Inga underarter finns listade i Catalogue of Life.